# Brachypogon lunatus
Brachypogon lunatus är en tvåvingeart som beskrevs av Art Borkent 1997. Brachypogon lunatus ingår i släktet Brachypogon och familjen svidknott. Inga underarter finns listade i Catalogue of Life.